# عثيات فتالية
عثيات فتالية (الاسم العلمي: Tortricinae)، فُصيلة حشرات عثية من فصيلة فراشيات فتالة.

## معرض صور

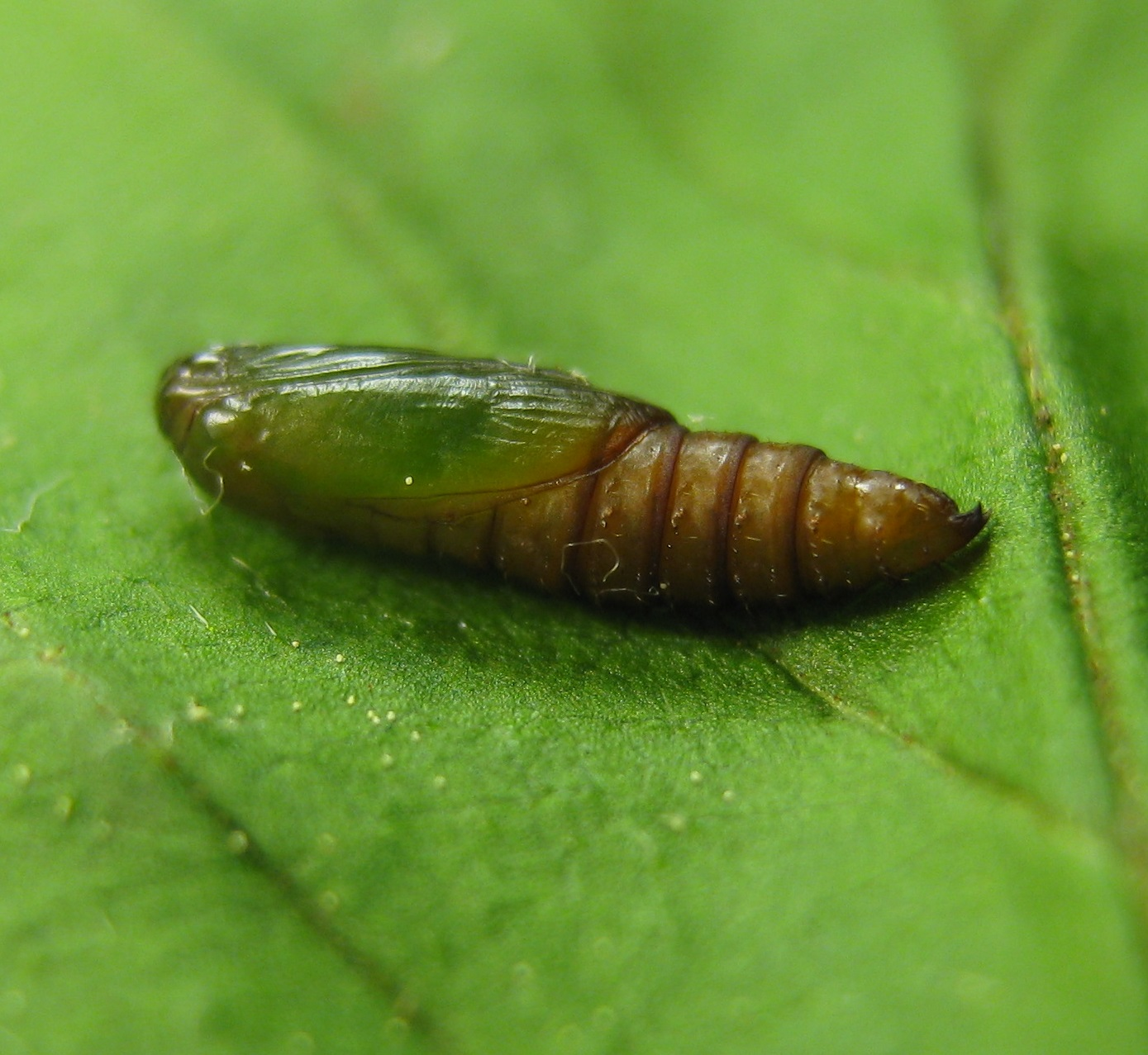
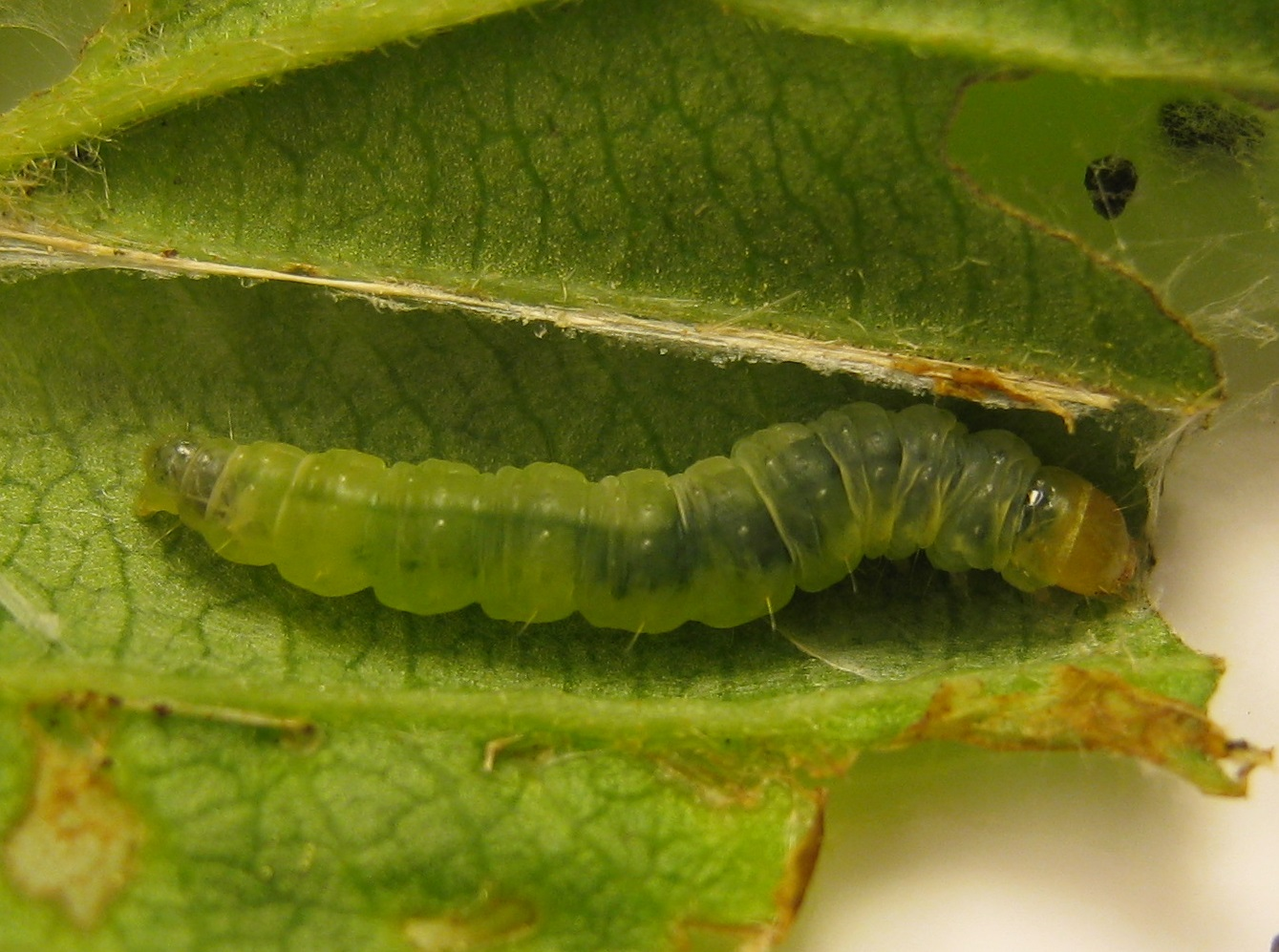
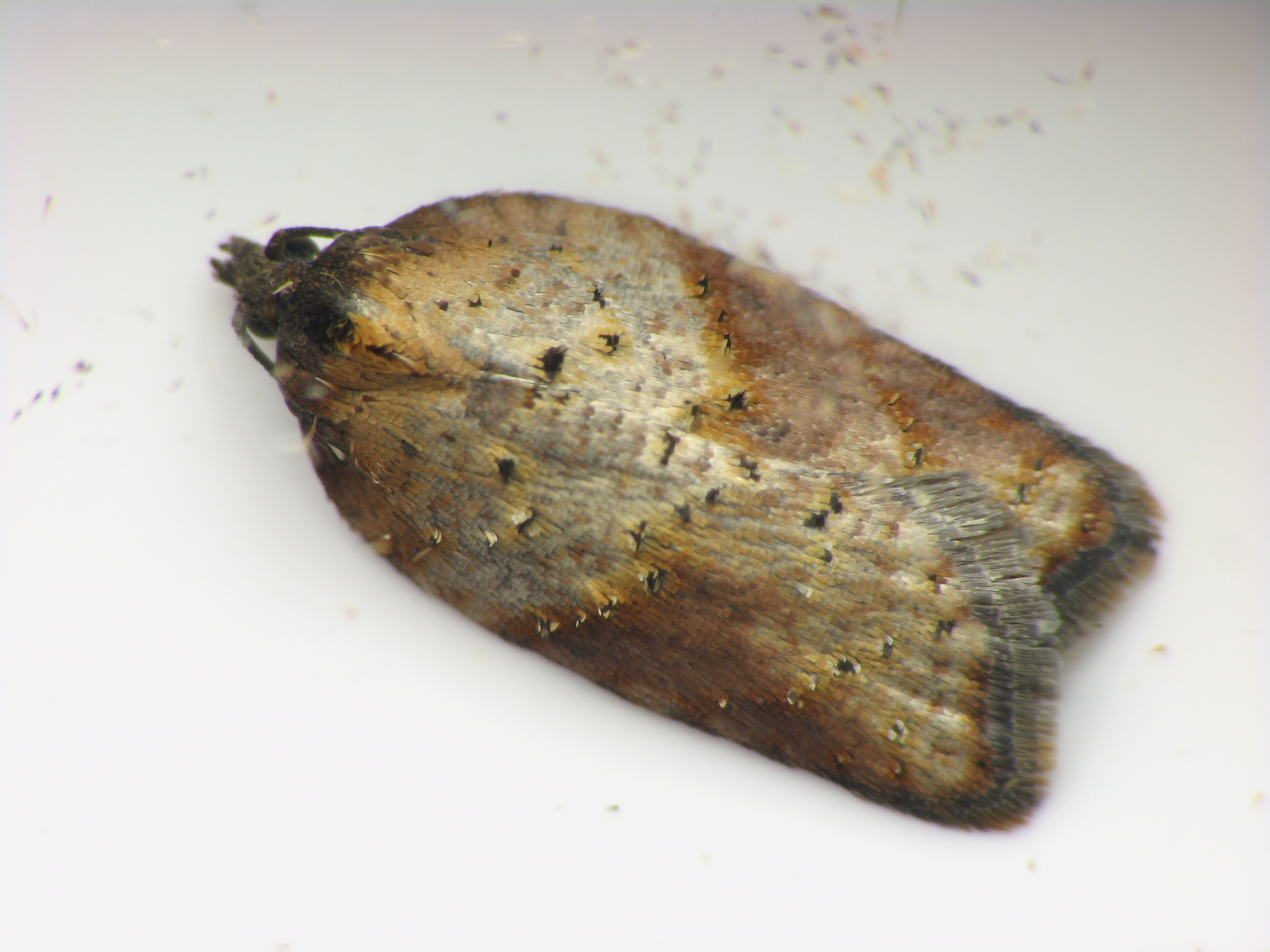